# Haplophyllum obtusifolium
Haplophyllum obtusifolium är en vinruteväxtart som först beskrevs av Carl Friedrich von Ledebour, och fick sitt nu gällande namn av Carl Friedrich von Ledebour. Haplophyllum obtusifolium ingår i släktet Haplophyllum och familjen vinruteväxter. Inga underarter finns listade i Catalogue of Life.